# Pierre Cailleteau
Pierre Cailleteau zwany « Lassurance » (ur. 1655, zm. 1724) – architekt francuski. Jeden z najwybitniejszych dekoratorów epoki Oświecenia.
Jego synem był Jean Cailleteau zwany « Lassurance młodszy ».

## Życiorys
Został zauważony przez Jules'a Hardouin-Mansarta przed 1679 podczas budowy château de Clagny. W 1684 wszedł jako rysownik w skład administracji budynków króla i odegrał kluczową rolę w dekorowaniu budynków wznoszonych przed Jules'a Hardouin-Mansarta oraz Roberta de Cotte. Przypisuje się mu wykonanie większości szkiców dekoracji wykonanych dla pałacu wersalskiego oraz Grand Trianon około 1690. W 1699 Lassurance wszedł w skład Królewskiej Akademii Architektury. Następnie opuścił wersalskie biuro projektantów i przeniósł się do Paryża. Pracował dla arystokratów i finansistów paryskich.

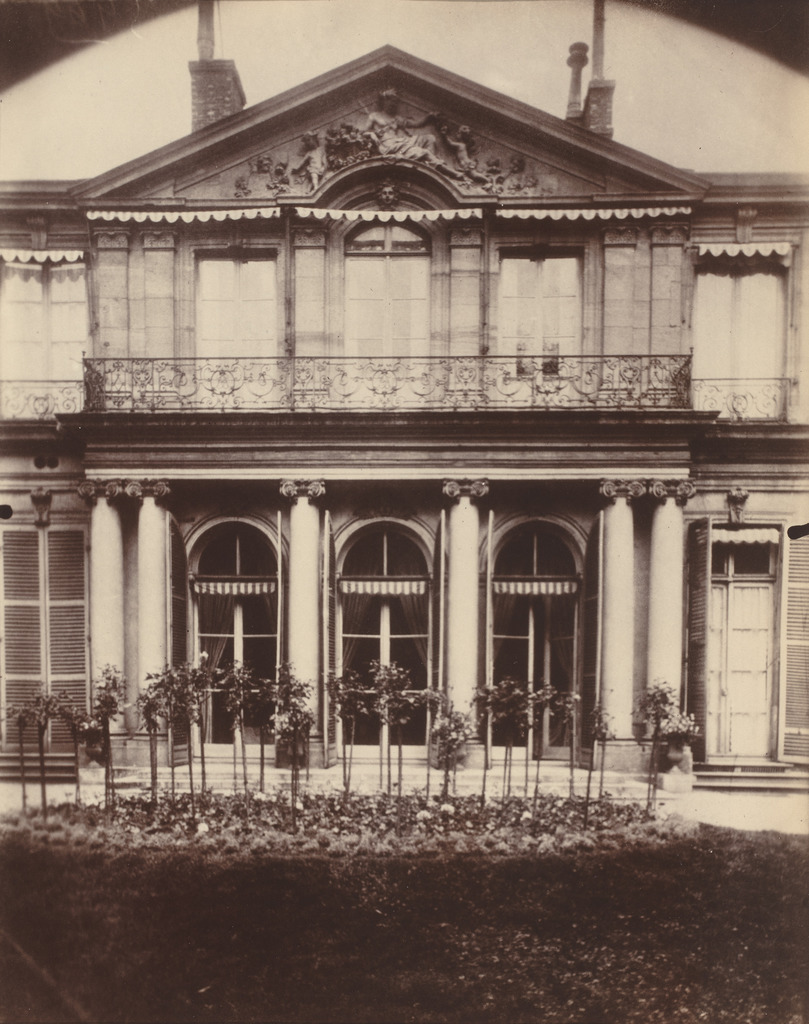
Fasada ogrodowa Hôtel de Rothelin-Charolais

Głównym dziełem Lassurance był château de Petit-Bourg, zbudowany dla księcia d'Antin między 1716 i 1722.

## Główne dzieła architektoniczne
(jeśli nie podano inaczej obiekt znajduje się w Paryżu)
- Hôtel de Rothelin-Charolais, 101 rue de Grenelle, 1700–1704 (prawdopodobnie).
- Hôtel de Montmorency-Luxembourg (1704–1711) (zniszczony), między rue Saint-Marc oraz boulevard Montmartre.
- Hôtel d'Auvergne (zniszczony), 53 rue de l'Université, 1705.
- Hôtel de Longueil, 51 rue de l'Université, 1706–1707.
- Hôtel de Neufchâtel, rue Saint-Dominique, 1708.
- Przebudowa château de Rambouillet dla hrabiego Tuluzy, 1706–1709.
- Hôtel de Noailles (istnieje częściowo), 211 rue Saint-Honoré, 1715.
- Rekonstrukcja château de Petit-Bourg w Évry dla księcia d'Antin, 1716–1722. Prace były kontynuowane przez Jacques V Gabriel. Zamek rozebrany w 1750.
- Hôtel de Rohan-Montbazon, 29 rue du Faubourg-Saint-Honoré (istnieje przekształcony) oraz hôtel Marbeuf (zniszczony), 31 rue du Faubourg-Saint-Honoré, 1719.
- Hôtel de Roquelaure, 246 boulevard Saint-Germain (originelnie rue Saint-Dominique), 1720–1722.
- Hôtel de Lassay oraz Palais Bourbon, 126-128 rue de l'Université, 1722–1724.